# KITSAT-1
KITSAT-1 o KITSAT-A (Satélite del Instituto Coreano de Tecnología)  es el primer satélite surcoreano lanzado. Una vez lanzado, el satélite recibió el sobrenombre de «Nuestra Estrella» ( 우리별 ). El KITSAT-1 opera en una órbita baja terrestre (LEO) de 1.316 km por 1.328 km. De los 12 satélites lanzados por Corea del Sur, el KITSAT-1 es el que se encuentra en la órbita más alta. Aunque el KITSAT-1 mantiene el equilibrio gracias a las fuerzas del gradiente gravitatorio, puede utilizarse el par magnético para controlar la posición en caso necesario. La vida útil prevista del KITSAT-1 era de sólo cinco años, pero la comunicación con el satélite se mantuvo durante 12 años. Desde el lanzamiento del KITSAT-1, Corea del Sur ha lanzado otros 36 satélites hasta 2020.

## Descripción
KITSAT-1 se considera un satélite pequeño o microsatélite. KITSAT-1 es el satélite de órbita terrestre baja más pequeño lanzado por Corea del Sur.

### Instrumentos
El sistema de computador de a bordo (OBC) del KITSAT-1 utiliza un OBC186 como OBC principal y un OBC80 como sistema de computador de a bordo de reserva.
KITSAT-1 transportaba un Experimento de Almacenamiento y Comunicación Digital (Digital Store Forward Communication Experiment - DSFCE), un Sistema de Imágenes Terrestre CCD ( CCD Earth Imaging System - CEIS), un Experimento de Procesamiento de Señales Digitales (Digital Signal Processing Experiment - DSPE) y un Experimento de Rayos Cósmicos (Cosmic Ray Experiment - CRE).
El CCD Earth Imaging System está equipado con dos cámaras diferentes. Estas cámaras son una gran angular con una resolución de 4 km/píxel y una cámara de alta resolución con una resolución de 400 m/píxel. Las dos cámaras CCD del KITSAT-1 están situadas en la parte inferior del satélite, de modo que las cámaras deben apuntar siempre hacia la Tierra.
A bordo había equipos para el Experimento de Rayos Cósmicos (CRE). El objetivo principal del experimento era vigilar y estudiar la radiación espacial en una órbita terrestre baja de 1.320 km. Estas mediciones de la radiación espacial debían realizarse a corto y largo plazo. El CRE es capaz de medir protones de alta energía, rayos cósmicos galácticos procedentes del espacio profundo y rayos cósmicos solares procedentes de erupciones solares.
La carga útil CRE consta de dos subsistemas. Los dos subsistemas son el Experimento de Partículas Cósmicas (CPE) y el Experimento de Dosis Total (TDE). El CPE se utiliza para medir el espectro de Transferencia Lineal de Energía (LET) en cortos periodos de tiempo, y el TDE se utiliza para medir la dosis total acumulada de radiación ionizante en largos periodos de tiempo.

## Lanzamiento

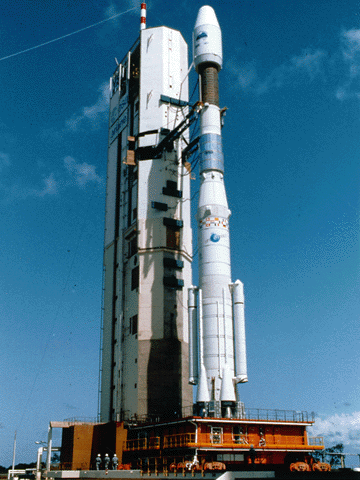
El vehículo de lanzamiento Ariane 4, con TOPEX/Poseidon, KITSAT-1 y S/80T a bordo

Lanzado en 1992, KITSAT-1, acrónimo de Korea Institute of Technology Satellite-1, fue el primer satélite desarrollado por SaTReC. Desarrollado mediante un programa de colaboración entre SaTReC y la Universidad de Surrey (Reino Unido), el principal objetivo del programa KITSAT-1 era adquirir tecnología de satélites mediante la formación y educación de ingenieros de satélites.
KITSAT-1 se situó en una órbita de 1.320 km con una inclinación orbital de 66°. Esta órbita se encuentra justo dentro del cinturón interior de radiación de Van Allen.
El éxito del programa espacial KITSAT-1 marcó el inicio del desarrollo de la carrera espacial de Corea del Sur.
KITSAT-1 fue lanzado desde el Centro Espacial Guayanés (CSG) el 10 de agosto de 1992 en un vehículo lanzador Ariane 42P H-10 junto con el satélite TOPEX/Poseidon de la NASA y el satélite S80/T de Francia. Su peso en el lanzamiento fue de 48,6 kg y sus dimensiones de 35,2 cm x 35,6 cm x 67 cm.